# Az Aggteleki-karszt gerinces állatai
Az Aggteleki Nemzeti Parkot ugyan elsősorban az élettelen természeti értékek védelmére hozták létre, de megalakítása működési területe (az Aggteleki-karszt és a Szalonnai-karszt) élővilágának megismerését is jelentősen elősegítette. Főleg a gerinces fauna, azon belül különösen egyes, ritka madarak és a nagyragadozók védelmére fordítanak jelentős figyelmet.

## Halak

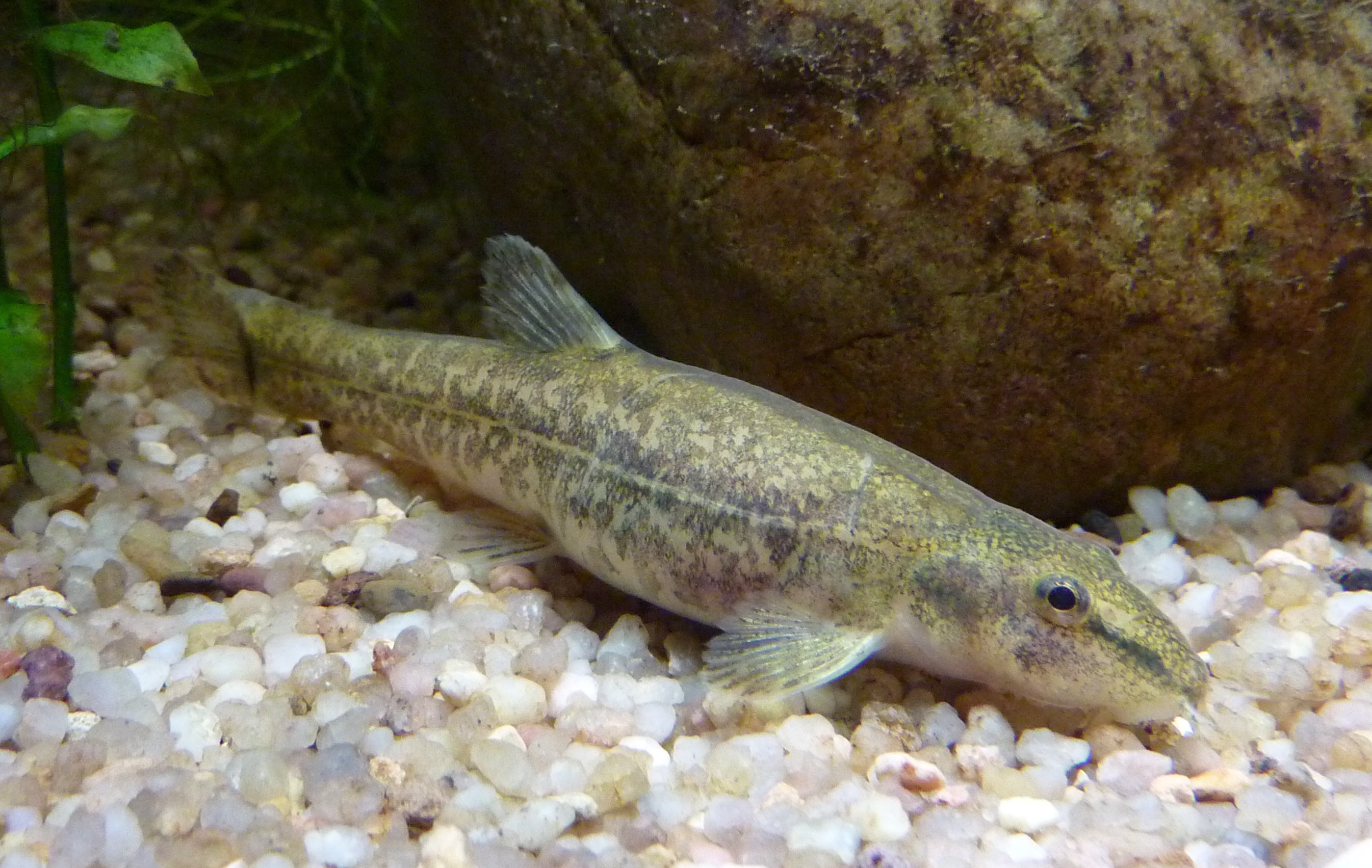
A kövi csík (Barbatula barbatula) a patakok felső szakaszán fordul elő.

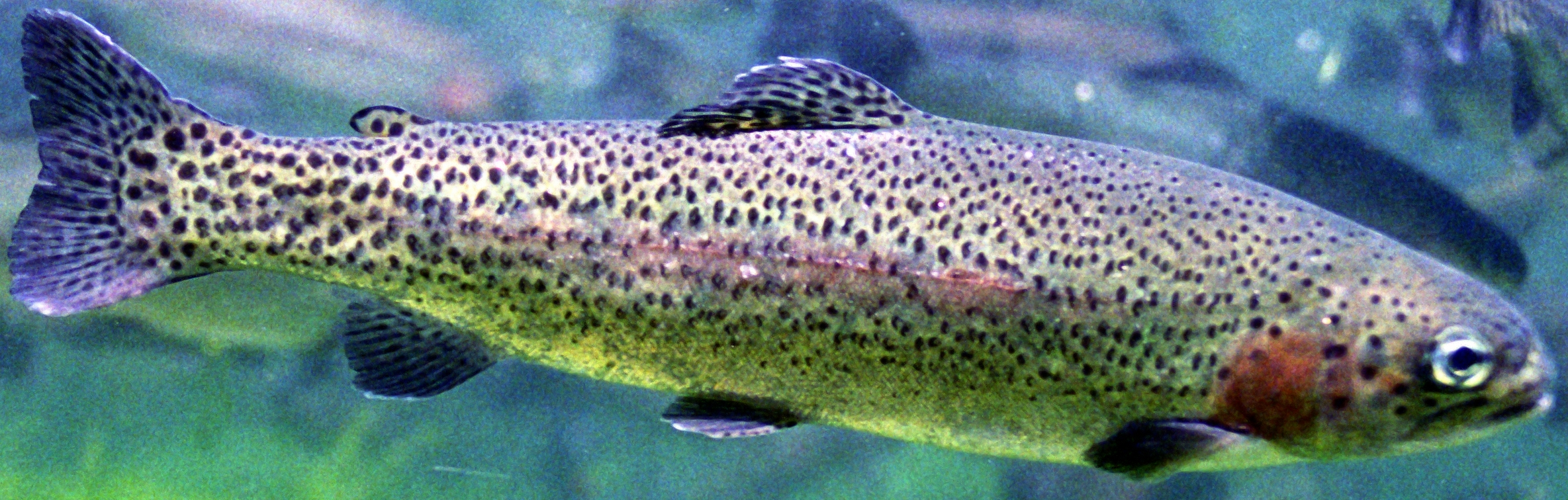
A szivárványos pisztráng (Oncorhynchus mykiss) egyike a betelepített halfajoknak

A hegységben és az azt határoló völgyekben idáig több mint negyven halfajt azonosítottak, azaz a Magyarországon ismert halak több mint felét. E fajok közül 13 védett.
1. Főleg a patakok felső szakaszán, a forrásokhoz fordul elő:
- kövi csík (Barbatula barbatula, Noemacheilus barbatulus vagy Orthrias barbatulus),
- fenékjáró küllő (Gobio gobio),
- fürge cselle (Phoxinus phoxinus),
- sebes pisztráng (Salmo trutta),
- szivárványos pisztráng (Oncorhynchus mykiss).

A két pisztrángfajt úgy telepítették be a patakokba, és ott elszaporodva erősen visszaszorították az őshonos halfajokat, ezért további telepítésüket nem tartják kívánatosnak.
Csak kora tavasszal, ívás idején keresi fel a forrásrégiót a körszájúak közé tartozó tiszai ingola (Eudontomyzon danfordi)
2. A patakok középső szakaszán helyenként tömegesen él:
- fejes domolykó (Leuciscus cephalus)
- nyúldomolykó (Leuciscus leuciscus)

Ugyancsak a középső folyások lakója:
- sujtásos küsz (Alburnus bipunctatus, Alburnoides bipunctatus),
- felpillantó küllő (Gobio uranoscopus) – a Duna vízrendszerbében endemikus faj,
- petényi márna (magyar márna, Barbus peloponnesius) – értékes ritkaság, de itt gyakori,
- rózsás márna (Barbus fluviatilis).

A kisebb patakok alsó szakaszain és a Felső-Bódvában él:
- német bucó (Aspro streber) – a Duna vízrendszerbében endemikus faj,
- vágó csík (Cobitis taenia) – az iszapos medrű szakaszokon,
- menyhal (Lota lota) – a 2000-es években tűnt fel, a hideg vizet kedveli.

A Bódva völgyében egykor kiterjedt mocsarak maradványaiban jellemző (de ritka):
- réti csík (Misgurnus fossilis),
- kurta baing (Leucaspius delineatus).

A 90-es években különösen intenzívvé vált horgászat és a változatos helyi halfogó módszerek eredményeként teljesen eltűntek a nagy testű (főképp ragadozó) halak:
- csuka (Esox lucius)
- fogassüllő (Stizostedion lucioperca)
- vésettajkú paduc (Chondrostoma nasus)

termetesebb példányai.

## Kétéltűek

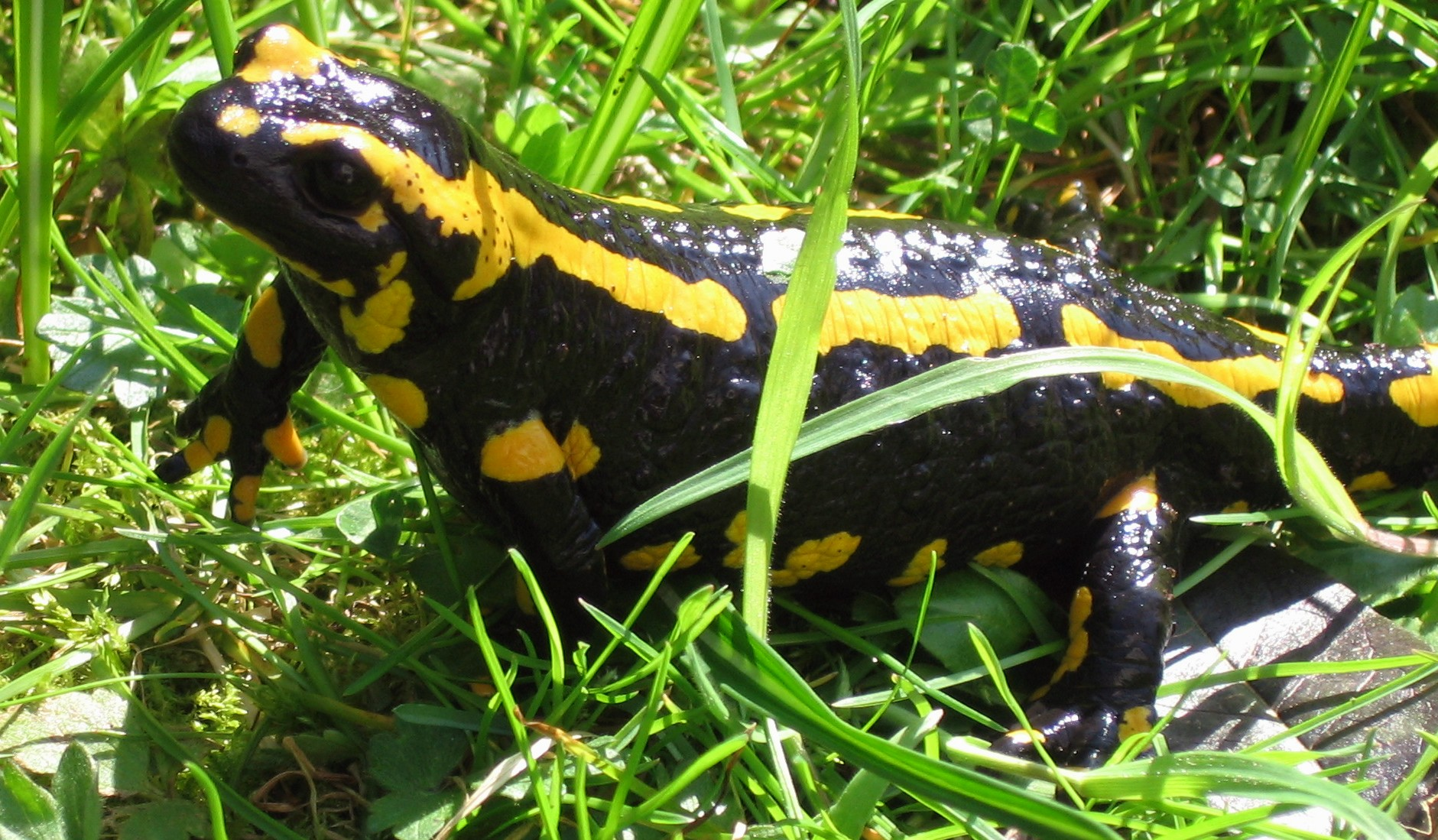
A foltos szalamandra (Salamandra salamandra) az Aggteleki Nemzeti Park címerállata

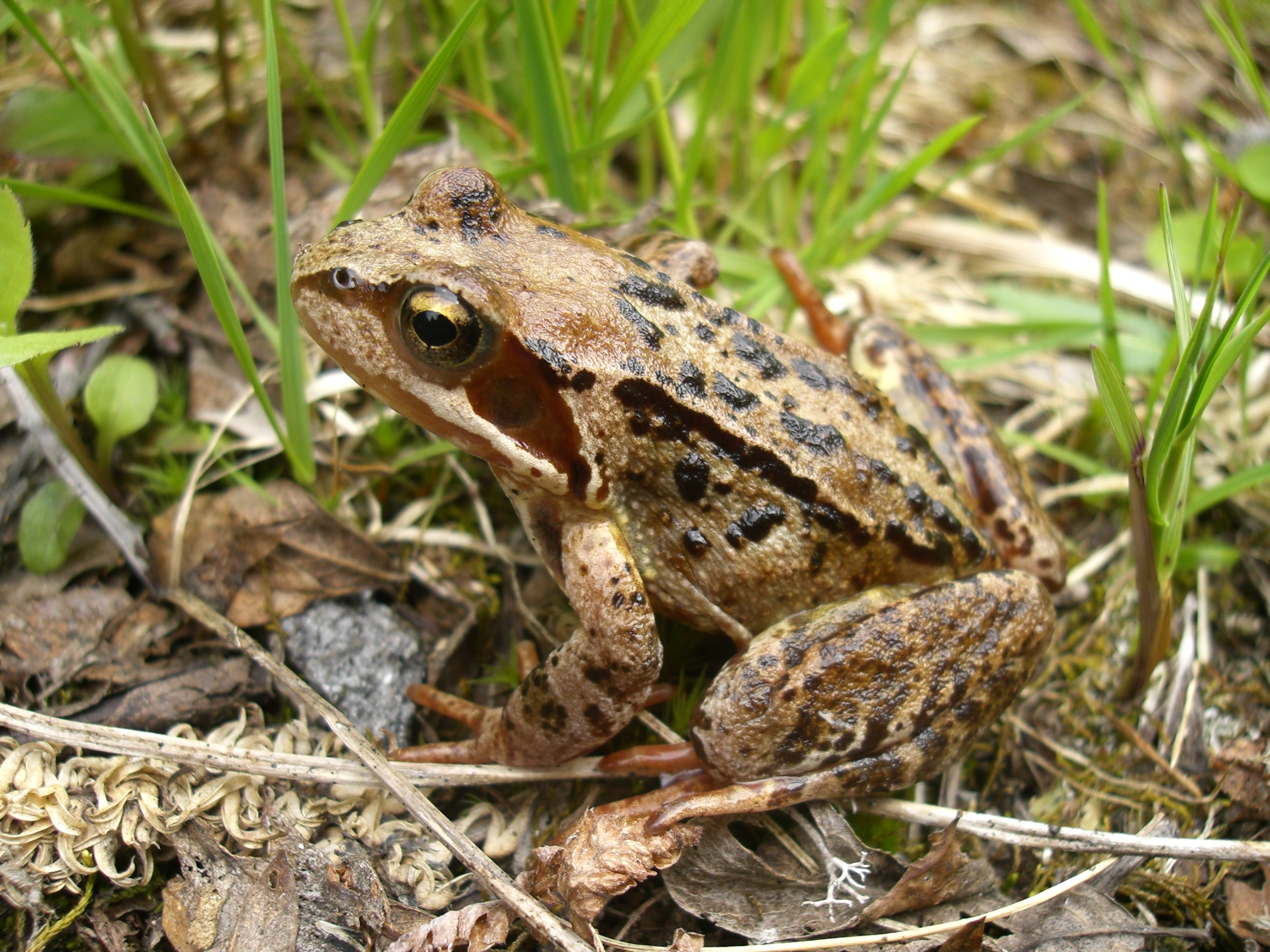
gyepi béka (Rana temporaria)

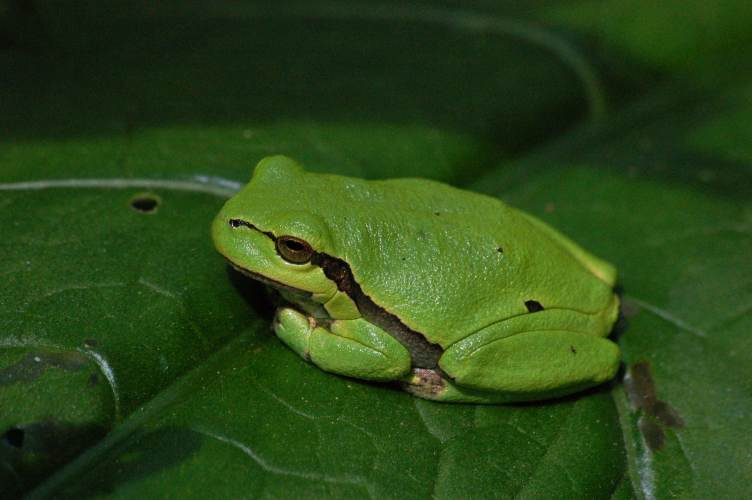
zöld levelibéka (Hyla arborea)

A 16 hazai kétéltűfajból tizenhármat, a 15 hazai hüllőfajból kilencet figyeltek meg.

### Farkos kétéltűek
Kétéltű az Aggteleki Nemzeti Park címerállata, a foltos szalamandra (Salamandra salamandra) is. Ez kora tavasztól késő őszig főleg Jósvafőn, a Tengerszem-tó környékén lelhető fel tömegesen. Mellette két gőtefaj említendő
- pettyes gőte (Triturus vulgaris),
- tarajos gőte (Triturus cristatus).

Mindkét gőtefaj az álló, legfeljebb lassan áramló vizeket kedveli; lárváik ősz elejéig a vízben fejlődnek.

### Békák
Egyes békák:
- az úgynevezett zöld békák és az
- unkafélék (Bombinatoridae), amelyek közül a tájegységen leginkább a sárgahasú unka és a vöröshasú unka hibridje a leggyakrabban előforduló.

nagyon vízigényesek, ezért a téli időszak kivételével többnyire a különböző vizekben találjuk őket.
Más fajok csak tavasszal, a párzás és peterakás idején keresnek maguknak vizet, egyébként leginkább a szárazföldön, bár többnyire nedves, páradús környezetben élnek. Főbb (eltérő rendszertani szintű) csoportjaik:
1. A bajuszos békák (Rana spp.) jellemző fajai:
- erdei béka (Rana dalmatina),
- gyepi béka (Rana temporaria),
- kecskebéka (Rana esculenta),
- tavi béka (kacagó béka, Rana ridibunda),
- kis tavibéka (Rana lessonae)

rendszeresen megtalálhatók a karszton a különféle zárt lomberdőkben és a melegkedvelő tölgyesekben.
2. A varangyfélék (Bufonidae) gyakran fordulnak elő a falvakban, ahol az éjjeli világítás fényeire gyűlő rovarokra vadásznak.
3. A levelibéka-félék (Hylidae) leggyakoribb faja a zöld levelibéka (Hyla arborea), amely főleg az állóvizek (a tócsáktól a mesterséges tavakig) közelében gyakori.

## Hüllők

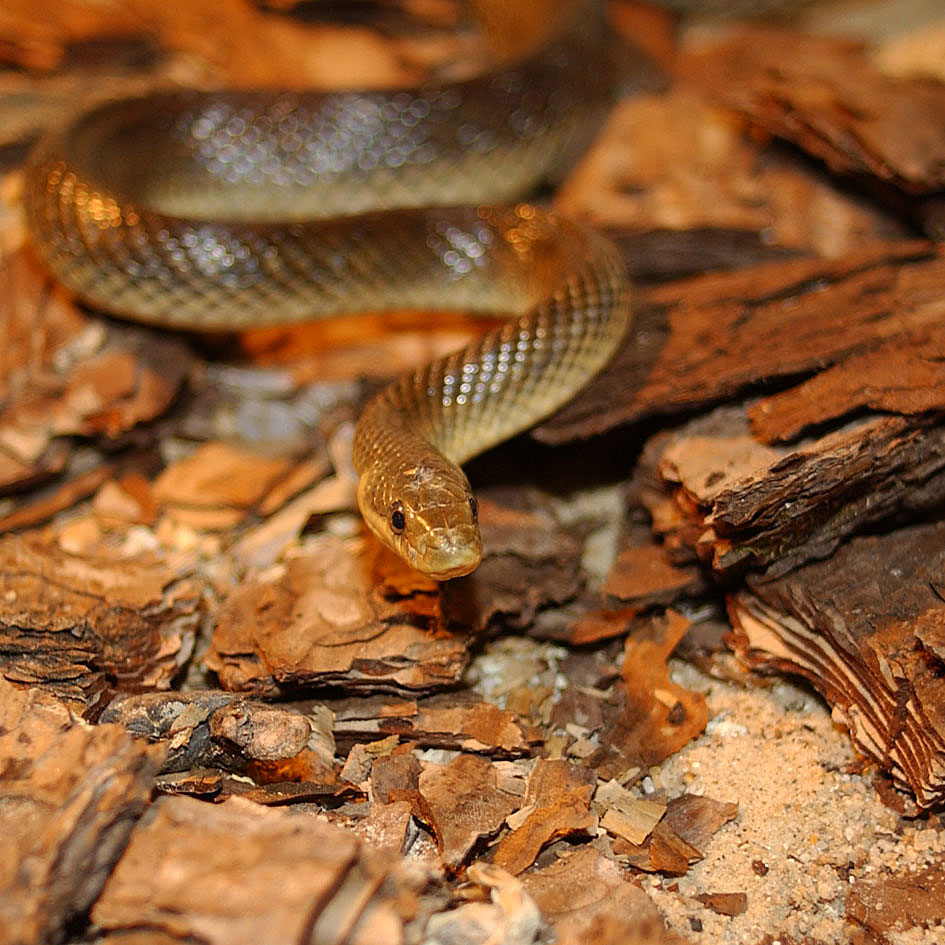
erdei sikló (Elaphe longissima)

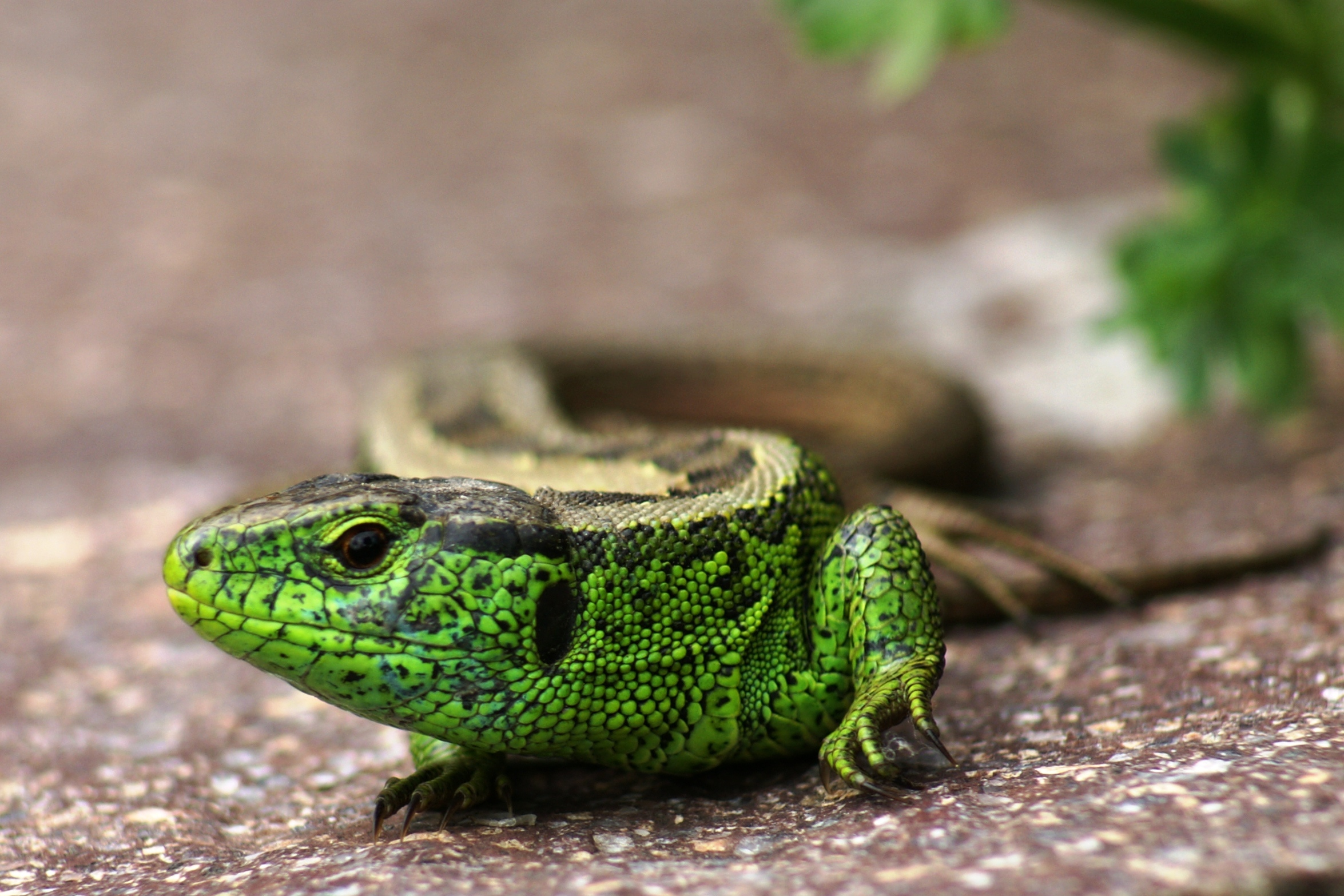
fürge gyík (Lacerta agilis)

A 15 hazai hüllőfajból a karszton kilencet figyeltek meg.

### Kígyók
Szorosan a víz közelében él:
- vízisikló (Natrix natrix) – inkább tavak mellett,
- kockás sikló (Natrix tessellata) – inkább patakok mellett.

A víztől távolabb, inkább az erdőben él:
- rézsikló (Coronella austriaca)
- erdei sikló (Elaphe longissima, olykor Zamenis longissimus).

A karszton egy viperafaj sem fordul elő.

### Gyíkok
Erdőkben, erdei tisztásokon él:
- lábatlan gyík (törékeny kuszma, Anguis fragilis).

Gyakorlatilag minden árokparton, kaszált vagy legeltetett, tehát rövid füvű gyepen tömegesen él legközönségesebb hüllőnk, a fürge gyík (Lacerta agilis).
A karsztbokorerdőket és a sziklagyepeket kedveli:
- fali gyík (Podarcis muralis)
- zöld gyík (Lacerta viridis) – akár fél méteresre is megnőhet.

Csak a Baradla-tetőről, a Nagyoldalról és a közeli Alsóhegyről ismert az apró, alig 10 cm-re növő magyar gyík (Ablepharus pannonicus).

## Madarak

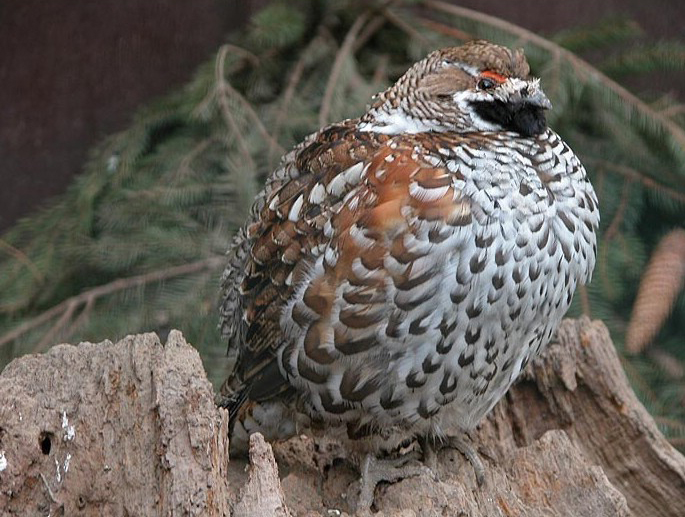
A császármadár (Tetrastes bonasia) legnagyobb magyarországi állománya itt él.

A közel 370 magyarországi madárfajból hozzávetőleg kétszázat figyeltek meg a hegységben, illetve a Jósva és a Bódva völgyében. Ezek közül mintegy 130 faj fészkelése legalábbis erősen valószínű. Egyebek közt itt él Magyarország legnagyobb és legstabilabb császármadár (Bonasa bonasia vagy Tetrastes bonasia) állománya (mintegy 50–60 pár). A hegység legjelentősebb madárritkasága a parlagi sas (Aquila heliaca).
A nyírfajd (Tetrao tetrix vagy Lyrurus tetrix) az 1940-es, években költött itt utoljára.

### Vizes, nedves élőhelyek madarai

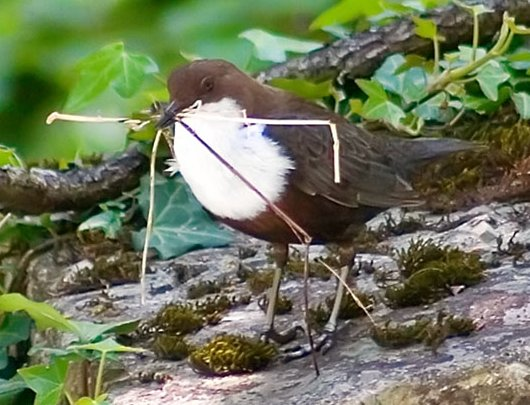
A vízirigó (Cinclus cinclus) az Aggteleki-karszt patakpartjainak egyik ritka lakója.

A fokozottan védett vízirigó (Cinclus cinclus, kevesebb mint tíz fészkelő pár) a bővizű patakok felső folyásain, a meder fenekéről csipegeti táplálékát (főként felemáslábú rákokat és tegzeslárvákat).
Hasonló, zárt patakvölgyekben él a hegyi billegető – (Motacilla cinerea) mintegy tizenöt párnyi állománya stabilnak tűnik.
A Jósva alsó folyása, valamint a Bódva leszakadó partfalaiban költ néhány pár jégmadár (Alcedo atthis). Tavasszal és ősz elején számos rokonuk vonul át a területen; néhány Jósvafőn, a Tengerszem-tó mellett telel át.
Főként a nádas, gyékényes tavakon, elvétve a folyóvizek mellett költ:
- tőkés réce (vadkacsa, Anas platyrhynchos),
- szárcsa (Fulica atra),
- vízityúk (Gallinula chloropus),
- kis vöcsök (Tachybaptus ruficollis).

A vízhez közeli növénytársulásokban, leggyakrabban a folyó fölé hajló fűzfaágak végére, a nyárfa terméséből építi gömb alakú fészkét a függőcinege (Remiz pendulinus).
Valószínűleg a Bódva kavicszátonyain fészkel a billegetőcankó (Actitis hypoleucos).
Elsősorban a nagy patakvölgyek bokortársulásaiban él a berki tücsökmadár (Locustella fluviatilis), aminek helyét a szárazodás, a növényzet átalakulása miatt egyre inkább a réti tücsökmadár (Locustella naevia) veszi át.

### Bükkösök madarai
A korosabb bükkösökben fészkel:

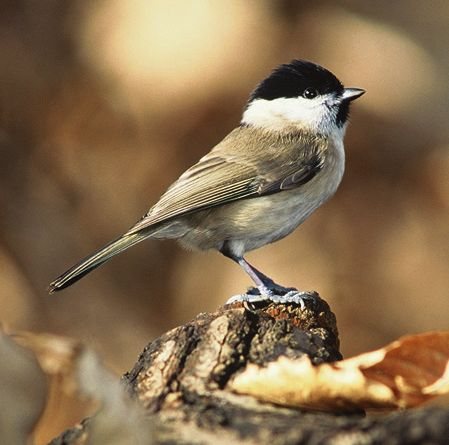
A barátcinege (Parus palustris) a bükkösök egyik jellemző madárfaja.

- fehérhátú fakopáncs (Dendrocopos leucotos) – fokozottan védett, alig néhány pár,
- szürke küllő (hamvas küllő, Picus canus),
- kék galamb (Columba oenas),
- kis légykapó (Ficedula parva),
- örvös légykapó (Ficedula albicollis),
- hegyi fakusz (hosszúkarmú fakusz, Certhia familiaris),

Bükkösökben és fenyvesekben egyaránt előfordul:
- kormosfejű cinege (Parus montanus),
- barátcinege (Parus palustris) – e két faj hibridizálódik is.

### Fenyvesek madarai

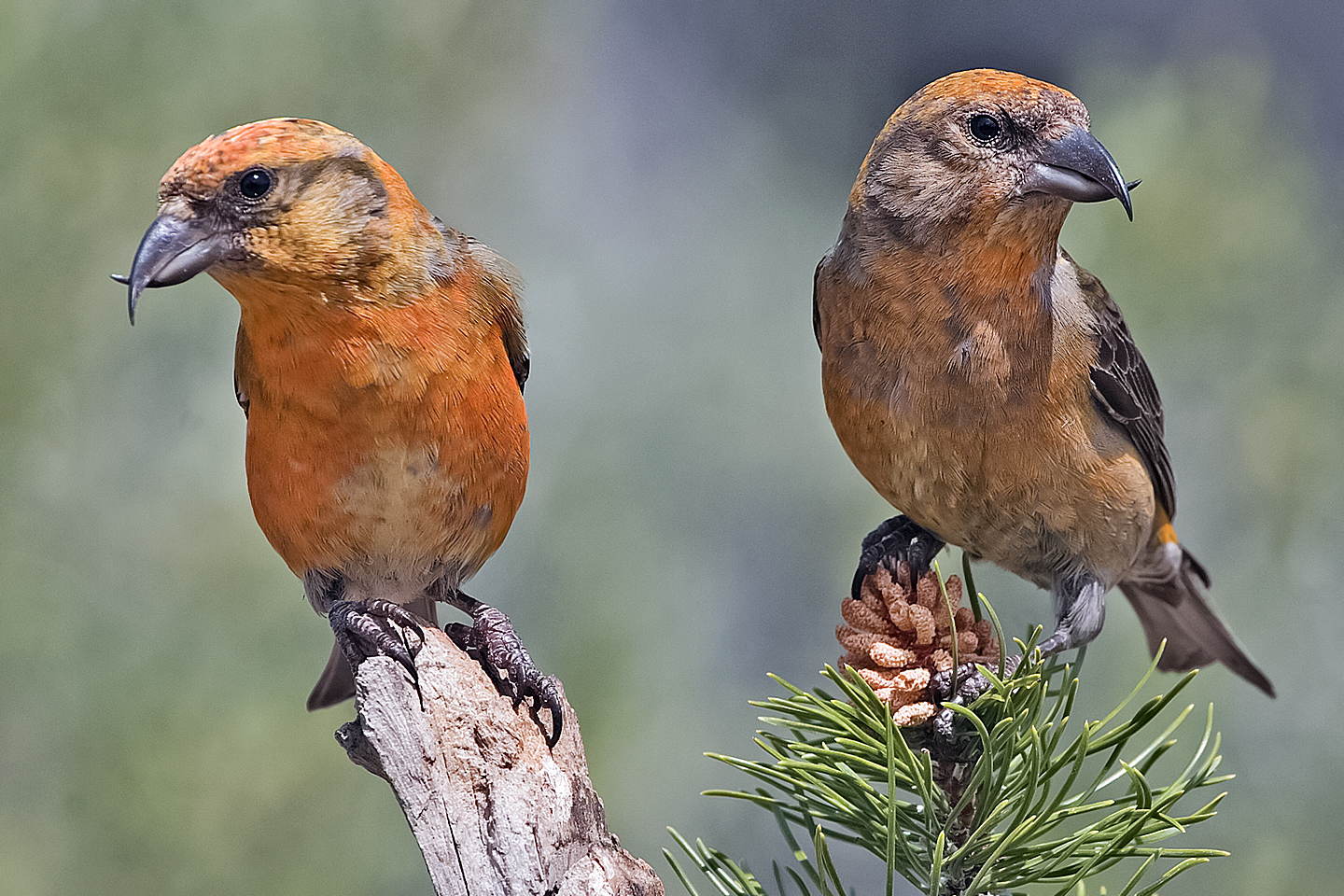
A keresztcsőrű (Loxia curvirostra) fenyvesekben él.

A fenyveseket (főleg feketefenyőt) az 1960-as években telepítették a meredek déli oldalak sziklás, bokorerdős részeire. Ez az intézkedés erdészeti szempontból hibásnak bizonyult, de a fenyvesek számos madárfajnak nyújtanak kiváló fészkelési lehetőséget.
Énekesmadarak:
- keresztcsőrű (Loxia curvirostra),
- búbos cinege (Parus cristatus),
- fenyvescinege (Parus ater),
- királyka (Regulus regulus) – Európa egyik legkisebb madara. Rokona, a tüzesfejű királyka (Regulus ignicapillus vagy Regulus ignicapilla) leginkább csak átvonulóban fordul elő.

A ragadozó madarak közül főleg a fenyvesekben fészkel:
- karvaly (Accipiter nisus) – mintegy 10–15 pár,
- parlagi sas (Aquila heliaca),
- kígyászölyv (Circaëtus gallicus).

A kígyászölyvhöz hasonlóan főleg ürgével táplálkozik a kerecsensólyom (Falco cherrug), ez azonban az 1980-as években költött utoljára a karszton. A kuvik (Athene noctua) csak a karszt felvidéki részén költ; a határ magyar oldalán csak télen bukkan fel.
A fenyvesek bokros tisztásain és a völgyekben költ:
- szürkebegy (Prunella collaris),
- süvöltő (Pyrrhula pyrrhula), főleg télen gyakori.

Itt telelő faj a fenyőszajkó (Nucifraga caryocatactes), ami 1993/94 őszén, telén jelent meg először tömegesen.

### Átmeneti (gyertyános-bükkös, gyertyános-tölgyes) erdők madarai

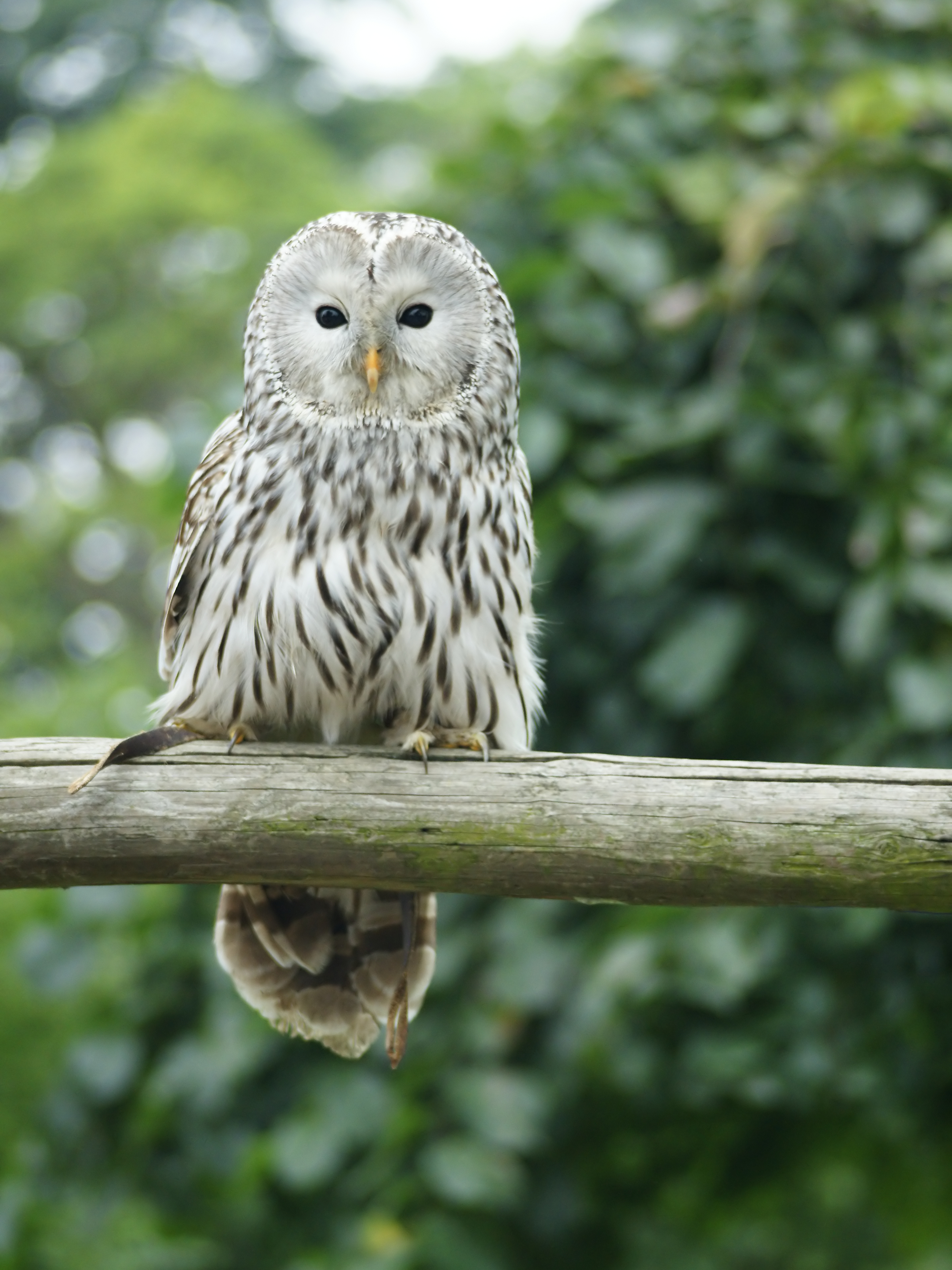
Az uráli bagoly (Strix uralensis) legnagyobb magyarországi populációja a karszt átmeneti erdeiben honos.

- fekete fakopáncs (nagy fakopáncs, Dendrocopus major),
- héja (Accipiter gentilis) – 15–22 pár,
- uráli bagoly (Strix uralensis) – 1–12 pár,
- macskabagoly (Strix aluco),
- holló (Corvus corax) – 12–18 pár,
- egerészölyv (Buteo buteo) – 120–150 pár.

A legnagyobb hazai bagolyféle, az uhu az 1980-as években tűnt el a karszt magyarországi részéről, de mivel a szlovák részen örvendetesen szaporodik, várható, hogy hozzánk is visszatér.

### A tölgyesek (melegkedvelő tölgyes, cseres-tölgyes) madarai

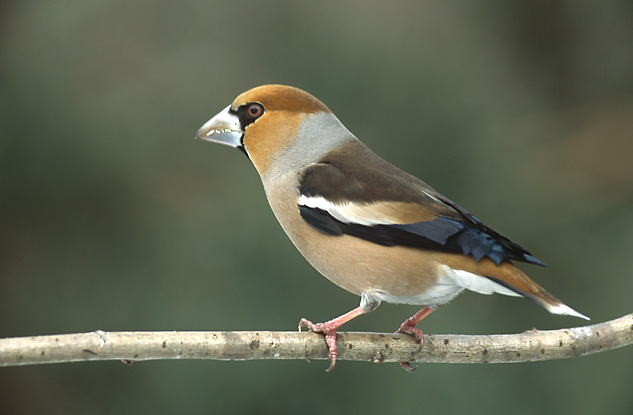
A tölgyesek egyik jellegzetes madárfaja a meggyvágó (Coccothraustes coccothraustes).

Az erdőtársulások közül a tölgyesek madárvilága a leggazdagabb, és ez főleg az énekesmadaraknak:
- csilpcsalpfüzike (Phylloscopus collybita),
- sisegő füzike (Phylloscopus sibilatrix),
- vörösbegy (Erithacus rubecula),
- barátka (Sylvia atricapilla),
- kis poszáta (Sylvia curruca),
- zöldike (Carduelis chloris),
- erdei pinty (Fringilla coelebs),
- meggyvágó (Coccothraustes coccothraustes),

köszönhető.
A nagy testű madarak közül főleg a tölgyesekben fészkel:
- darázsölyv (Pernis apivorus) – 20–25 pár,
- békászó sas (Aquila pomarina),
- fekete gólya (Ciconia nigra),

Magyarország utolsó fajdféléje a császármadár (Bonasa bonasia vagy Tetrastes bonasia). Ennek legnagyobb és legstabilabb állománya (mintegy 50–60 pár) leginkább a dús cserjeszintű tölgyesekben fészkel, de nem annyira az erdő típusához, mint inkább annak változatosságához ragaszkodik. Földön fészkelő madár lévén felszaporodását főleg a vaddisznók gátolják. A 20. század elején még a nyírfajd is élt errefelé, de az 1940-es években kipusztult.

### Erdőszéli bokortársulások madarai

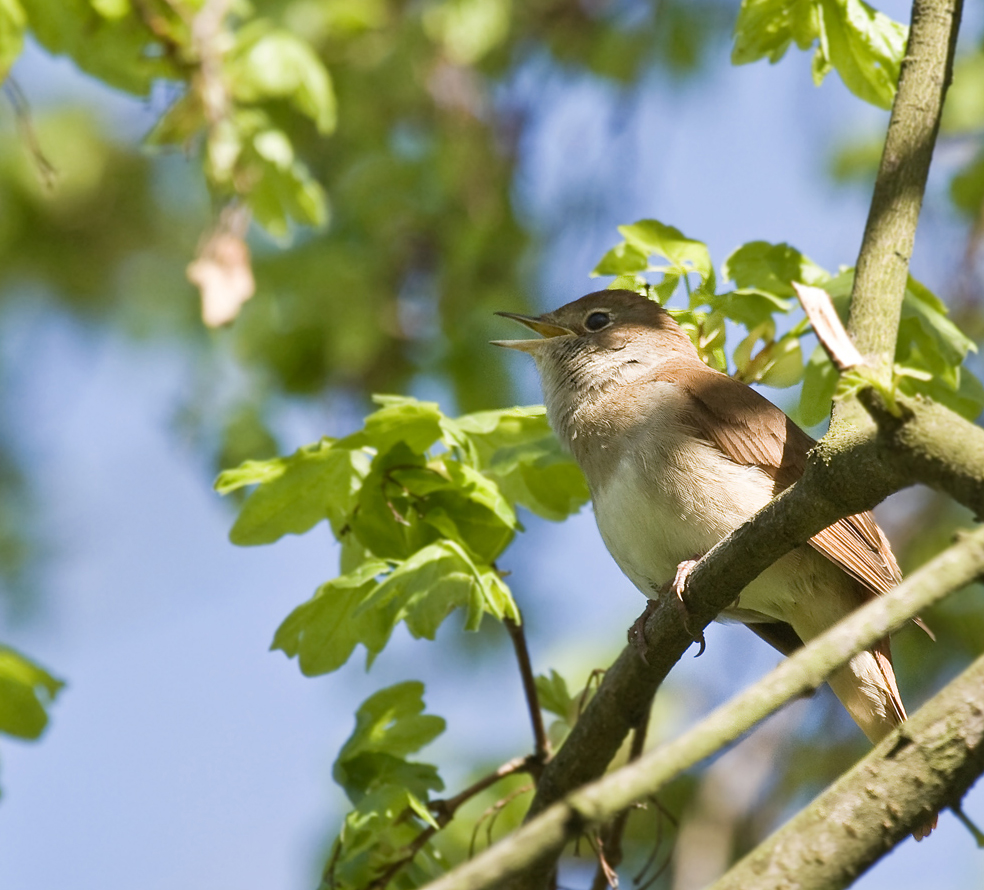
A gyönyörű hangú fülemüle (Luscinia magarhynchos) az erdőszéli bokortársulások madara.

A nagyobb gyepes tisztásokat is tartalmazó erdőszéli bokortársulásokban nemcsak az erdőben élő énekesmadarakat találjuk meg, de ezekhez további fajok is csatlakoznak:
- kerti poszáta (Sylvia hortensis),
- mezei poszáta (Sylvia communis),
- karvalyposzáta (Sylvia nisoria),
- cigánycsuk (Saxicola torquata),
- rozsdás csuk (Saxicola rubetra) – csak a nedvesebb gyepterületeken,
- fekete rigó (Turdus merula),
- énekes rigó (Turdus philomelos),
- léprigó (Turdus viscivorus),
- fenyőrigó (Turdus pilaris) – csak télen de akkor nagy csapatokban,
- csonttollú (Bombycilla garrulus) – gyakran a fenyőrigóval együtt,
- fülemüle (Luscinia magarhynchos),
- nagy fülemüle (Luscinia luscinia) – nem költ, csak átvonul,

### Karsztbokorerdők madarai
A két növénytársulás hasonlósága okán a mozaikosan sztyepprétekkel váltakozó karsztbokorerdőkben jórészt azok a fajok fordulnak elő, mint a gyepes bokortársulásokban. Más növénytársulásokban is elterjedt fajok:
- fitiszfüzike (Phylloscopus trochilus),
- lappantyú (Caprimulgus europaeus),
- erdei pacsirta (Lullula arborea),
- szürke légykapó (Muscicapa striata),

Tipikusan a karsztbokorerdőkben fészkel:
- bajszos sármány (Emberiza cia) – hazai állományának meghatározó hányada itt él.

### Egyéb élőhelyek madarai

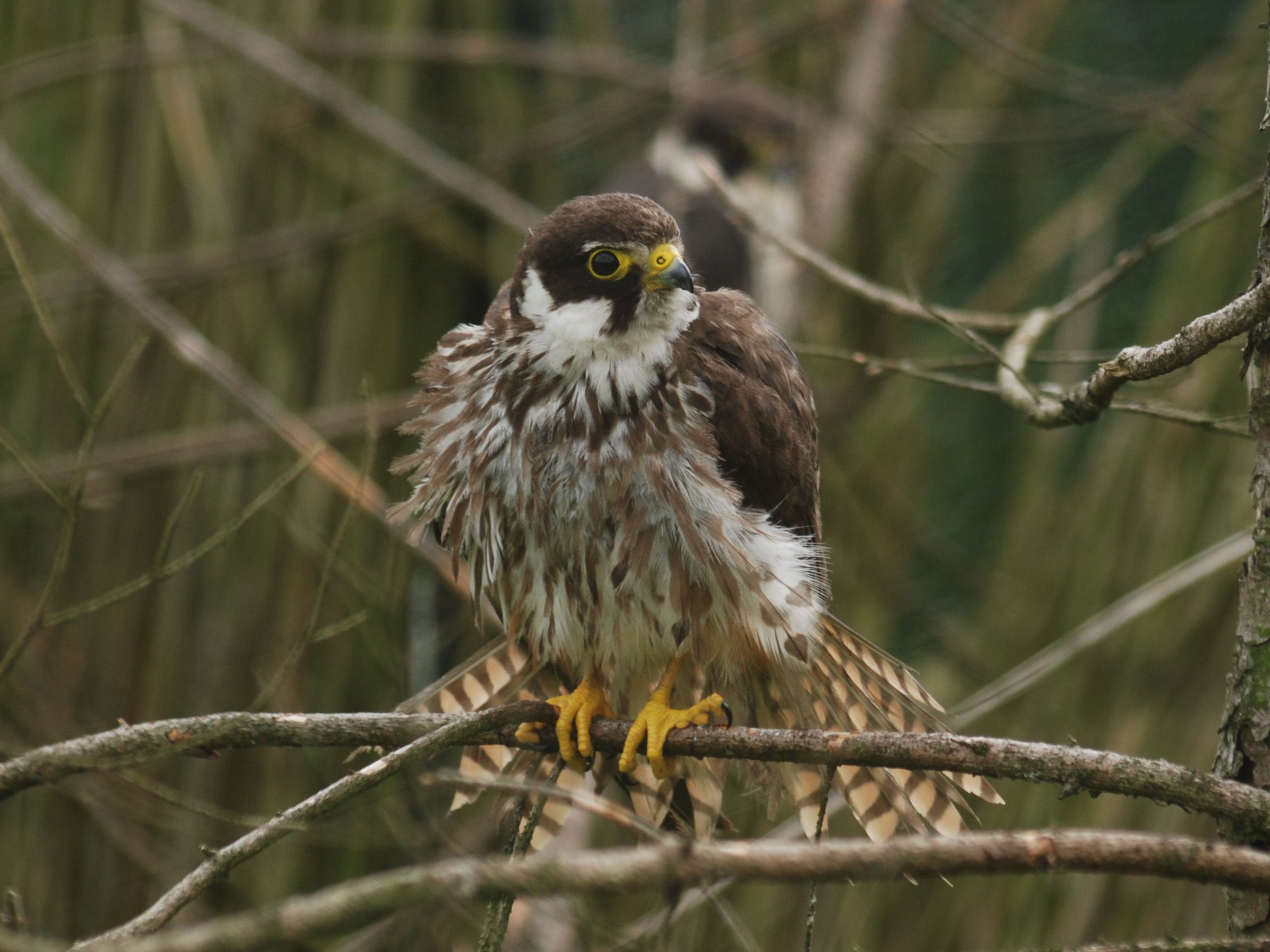
kabasólyom (Falco subbuteo)

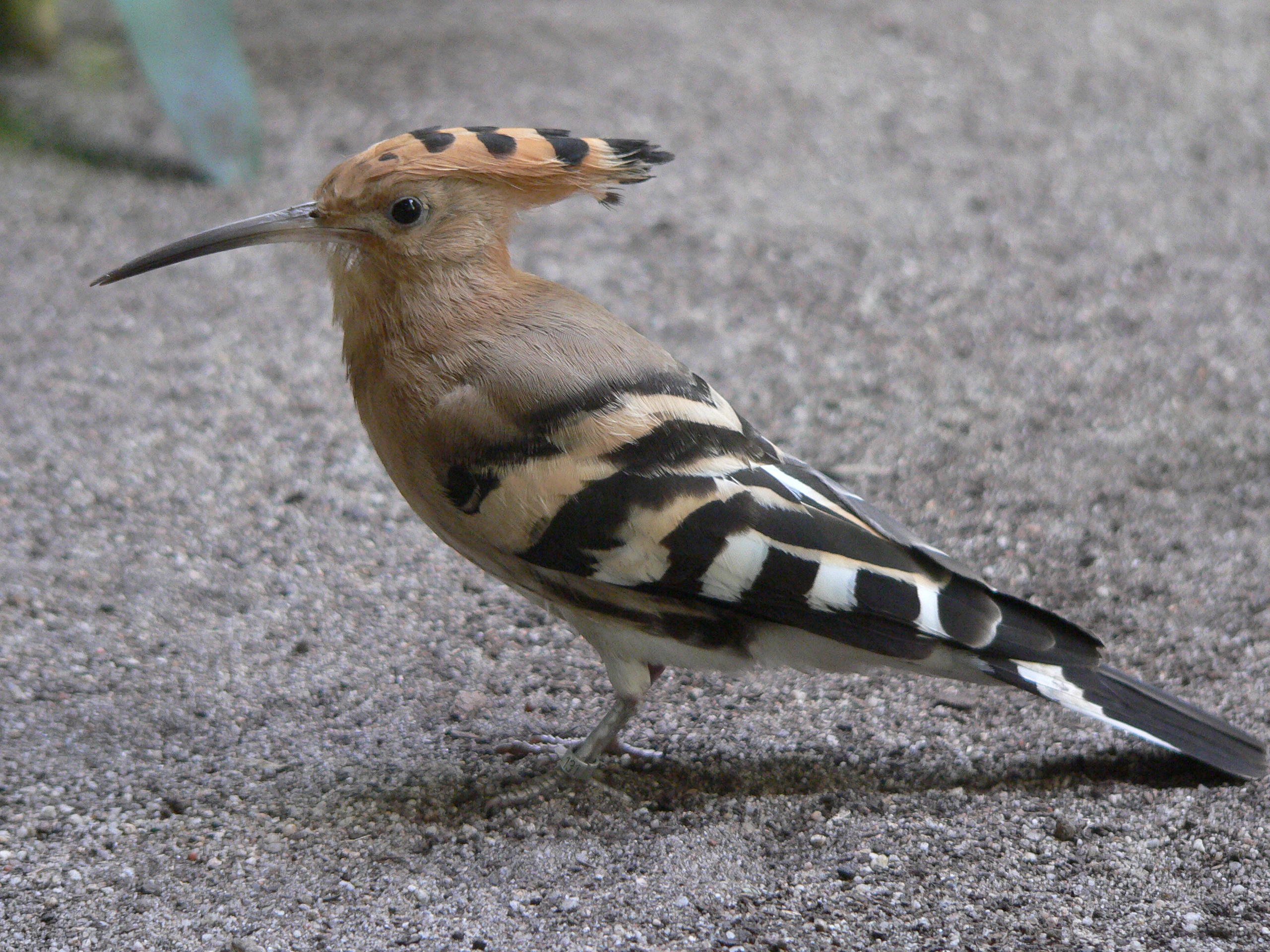
búbos banka (Upupa epops)

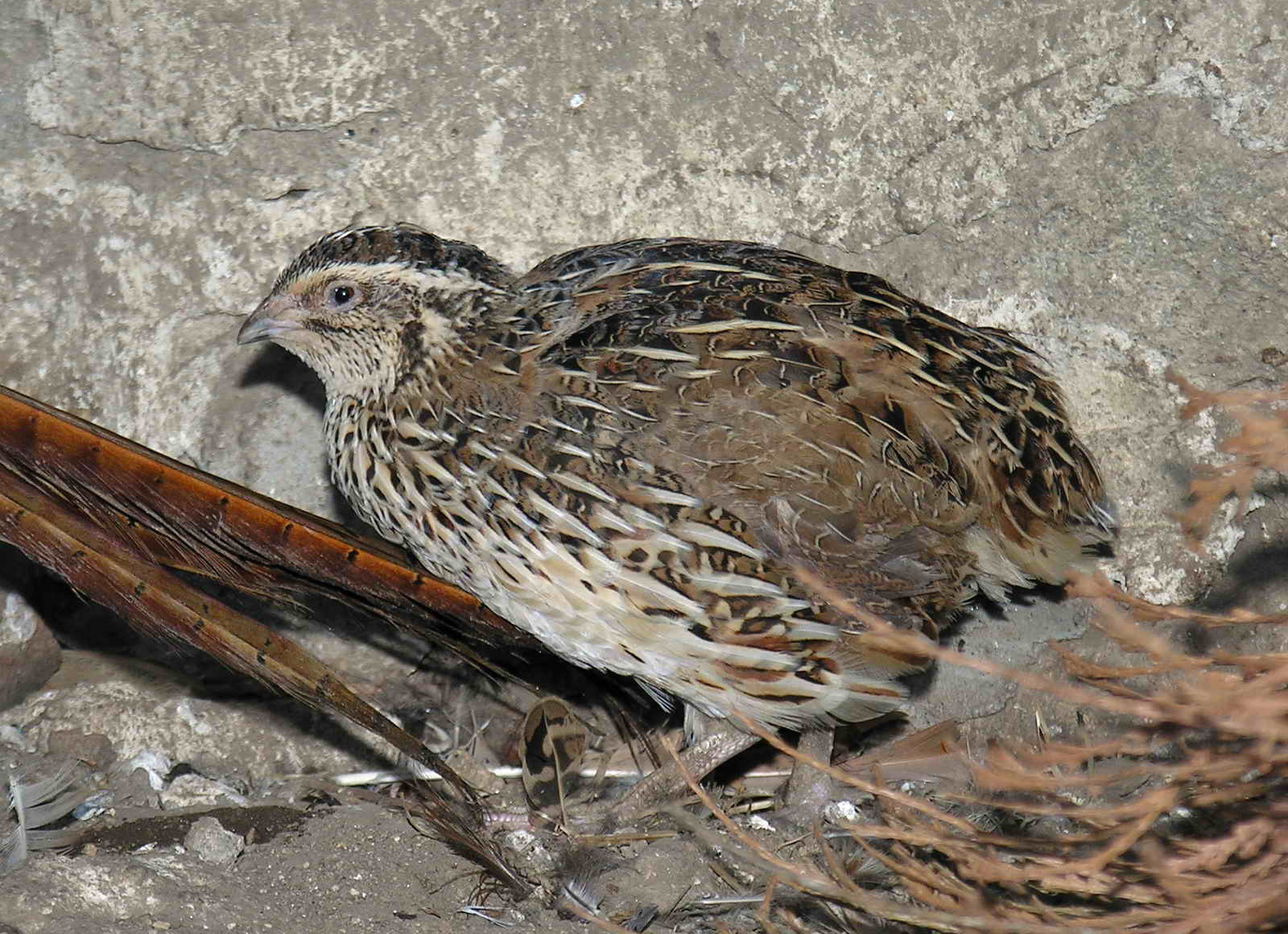
fürj (Coturnix coturnix)

1. A bezárt kőbányákban költ a kövi rigó (Monticola saxatilis) – alig tíz pár.
2. Fás legelőkön, erdőszéli fasorokban:
- kabasólyom (Falco subbuteo),
- vörös vércse (Falco tinnunculus).

3. Tipikus falusi madarak (a házak körül, illetve a gyümölcsösökben):
- molnárfecske (Delichon urbica vagy Delichon urbicum),
- füsti fecske (Hirundo rustica),
- fehér gólya (Ciconia ciconia),
- házi veréb (Passer domesticus),
- csicsörke (Serinus serinus),
- házi rozsdafarkú (Phoenicurus ochruros),
- búbos banka (Upupa epops) mintegy ötven pár,
- nyaktekercs (Jynx torquilla),
- tövisszúró gébics (Lanius collurio),
- kis őrgébics (Lanius minor),
- vörösfejű gébics (Lanius senator) költését csak 1981-ben figyelték meg,
- kuvik (Athene noctua),
- gyöngybagoly (Tyto alba),

4. Kaszálók, legelők madarai:
- fogoly (Perdix perdix)) – ritka,
- fürj (Coturnix coturnix),
- fácán (Phasianus colchicus),
- haris (Crex crex) – mintegy tíz pár.

### Téli vendégek
Fészkelőhely híján növénytársuláshoz nem köthető, a karszton telelő madarak:
- kékes rétihéja (Circus cyaneus),
- gatyásölyv (Buteo lagopus),
- barna rétihéja (Circus aeruginosus) – ritka,
- vörös kánya (Milvus milvus) – ritka.
- nagy őrgébics (Lanius excubitor),

## Emlősök

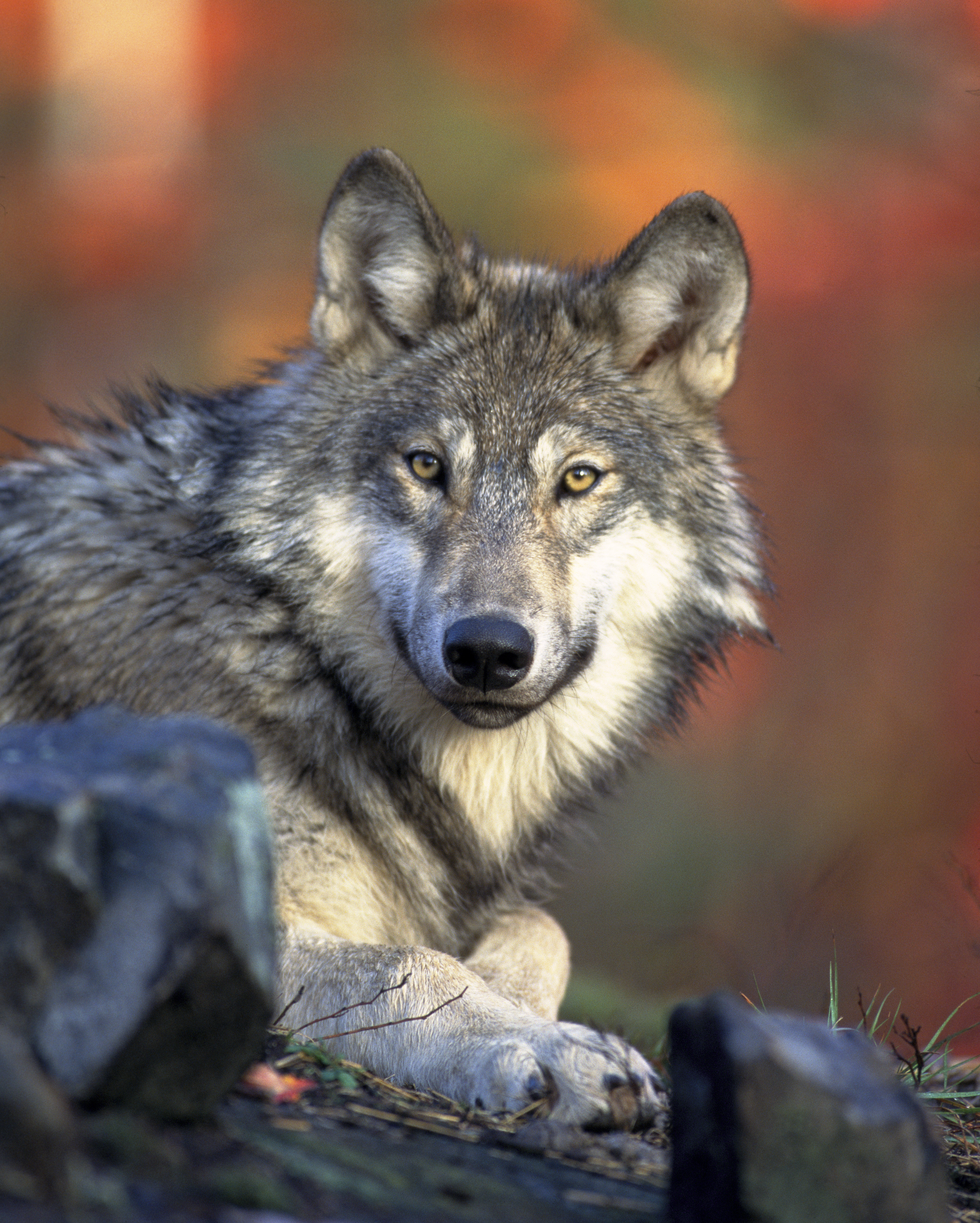
A szürke farkas (Canis lupus) az 1980-as évek közepén települt vissza a karsztra Szlovákiából.

A barlangok miatt a hegység legismertebb emlősei a denevérek, de a területen számos rovarevő, rágcsáló és kisragadozó is él. A nagyragadozók közül a szürke farkas (Canis lupus) az 1980-as évek közepén, az eurázsiai hiúz (Lynx lynx) az 1990-es évek elején települt vissza. Medvék szórványosan át- átlátogatnak a Felvidékről, de 2008-ig még nem telepedtek meg.

### Vízi, vízközeli élőhelyek emlősei
Főleg a nagyobb patakok (Bódva, Jósva, Ménes-patak) mentén halásznak vadásznak a vízkedvelő cickányfajok:
- közönséges vízicickány (Neomys fodiens),
- Miller vízicickánya (Neomys anomalus).

Ugyanezeken a helyeken él a vízipocok (Arvicola amphibius), míg a 20. század elején, Amerikából betelepített pézsmapocok (Ondatra zibethicus) jóformán minden víz mentén megtalálható.
A Bódva völgyében (főleg a holtágak mentén) a 20. század közepén még rendszeresen előfordult az európai vidra (Lutra lutra).

### Erdei kisemlősök

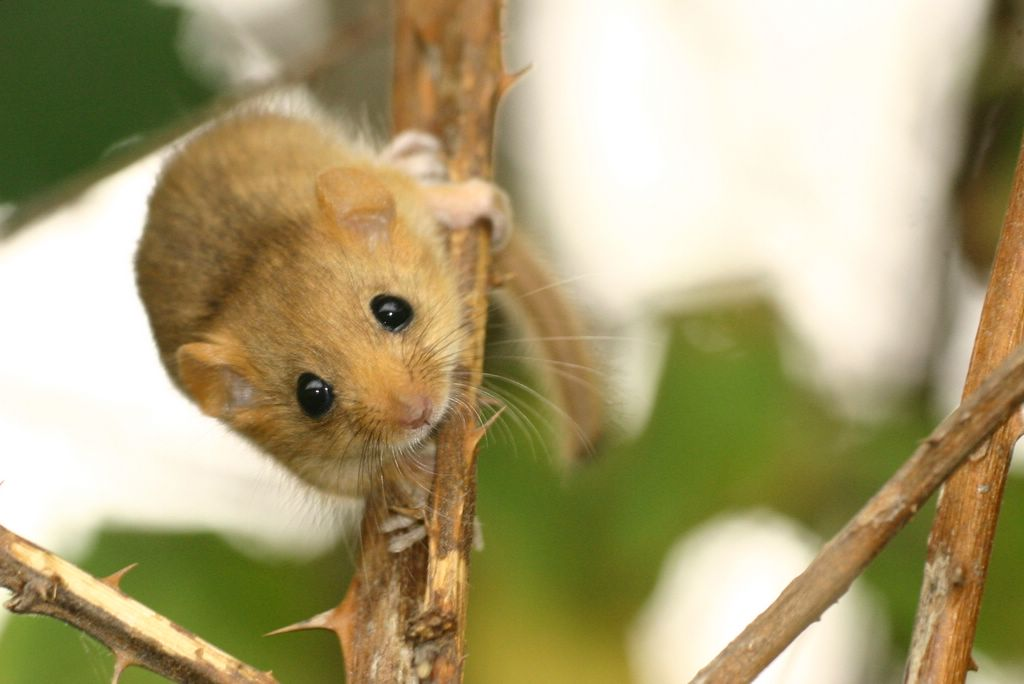
mogyorós pele (Muscardinus avellanarius)

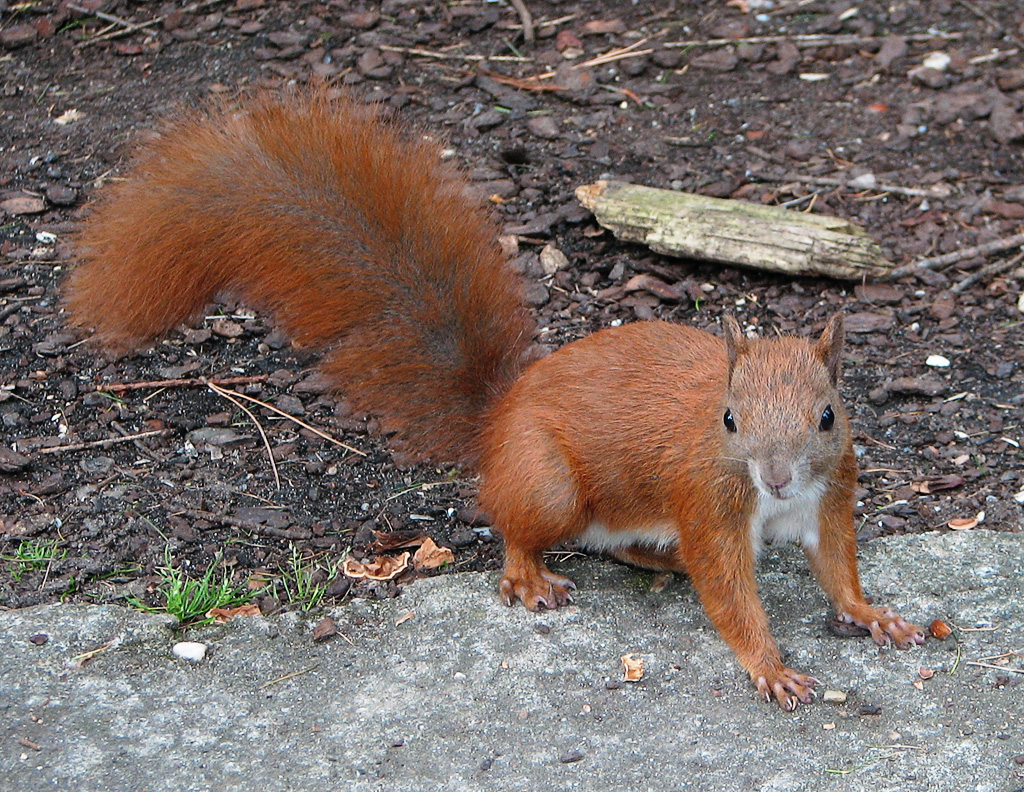
európai mókus, (Sciurus vulgaris)

A hűvösebb erdők (fenyves, bükkös, gyertyános) talajszintjén élő, bár telente gyakran a falvakba húzódó rovarevők:
- erdei cickány (Sorex araneus),
- törpe cickány (Sorex minutus);

a lombkoronában a nagy pele (Glis glis, illetve Myoxus glis).
A tölgyesekben és a bokorerdőkben élnek az
- erdei egerek (Apodemus spp.):
  - sárganyakú erdeiegér (Apodemus flavicollis),
  - közönséges erdeiegér (Apodemus sylvaticus),
  - kislábú erdeiegér (Apodemus microps),
  - pirókegér (Apodemus agrarius),

valamint a pockok:
- erdei pocok (Evotomys hercynicus),
- mezei pocok (Microtus arvalis);

a lombkoronában pedig a pelék:
- mogyorós pele (Muscardinus avellanarius),
- erdei pele (Dryomys nitedula).

A kerti pele (Eliomys quercinus) egyetlen, Magyarországról ismert maradványa a Nagyoldali-zsombolyból, egy bagolyköpetből került elő.
A különféle pelék télire (a nagy pele nem ritkán egész évre) gyakran beköltöznek a falvakba, házakba.
Valóban a lombkoronaszint lakói a mókusok, (Sciurus vulgaris).

### Kisragadozók
A lombos erdőkben leginkább a ragadozó madarak fészkeibe költözik be a nyuszt (Martes martes). A legtöbb nyest (Martes foina) már beköltözött a falvakba, és a padlásokról, templomtornyokból jórészt kiszorította a baglyokat és a denevéreket is.
Az átmeneti (bokros, lomberdős) tájak lakói:
- menyét (Mustela nivalis),
- hermelin (Mustela erminea),
- európai borz (Meles meles meles) – ez a művelt földekre is gyakran kilátogat.

### Mezőgazdaságilag művelt földek kisemlősei
A közönséges vakond (Talpa europea) védett állat ugyan, a kertek gazdái mégis többnyire irtandó kártevőnek tekintik.
A cickányfélék közül ebben a környezetben érzi jól magát:
- keleti cickány (Crocidura suaveolens),
- mezei cickány (Crocidura leucodon).

Főleg az erdőszéleken él a keleti sün (Erinaceus concolor).
Leginkább a kisebb-nagyobb tisztásokon fordul elő a törpeegér (Micromys minutus).
A mezei nyúl (Lepus europaeus) állománya kicsi, de stabil.
A közönséges ürge (Spermophilus citellus) többnyire a legeltetett, rövid füvű gyepeken ássa üregeit. Magyarországon védett faj, mert ez a kerecsensólyom (Falco cherrug) legfőbb és a parlagi sas (Aquila heliaca) szinte kizárólagos tápláléka.

### Denevérek
Nyáridőn a nappalt még a barlangban telelő denevérek is jobbára fák odvában, illetve emberi építményekben töltik, így számos faj fennmaradása attól függ, megmaradnak-e az öreg erdők odvas fái. A karszton a 28 európai denevérfajból 21 megtalálható. Fontosabb fajok:
- korai denevér (Nyctalus noctula),
- kései denevér (Eptesicus serotinus),
- kereknyergű patkósorrú denevér (Rhinolopus euryale),
- kis patkósdenevér (Rhinolophus hipposideros),
- szürke hosszúfülű-denevér (Plecotus austriacus),
- csonkafülű denevér (Myotis emarginatus),
- nagyfülű denevér (Myotis bechsteini).

### Nagytestű növényevők
Az ebbe a kategóriába tartozó fajok közül minden párosujjú patás:
- vaddisznó (Sus scrofa),
- európai őz (Capreolus capreolus),
- gímszarvas (Cervus elaphus),
- muflon (Ovis musimon)

vadászható.
A vaddisznó- és a gímszarvasállomány is jóval nagyobb a terület természetes eltartó képességénél; a betelepített muflonok számát a nagyragadozók egyenletes szinten tartják.

### Nagyragadozók
A vadászat, a mező- és erdőgazdálkodás hatására a karsztról valamennyi, őshonos nagyragadozó kipusztult, a szervezett természetvédelem kezdete óta azonban elkezdtek visszatelepülni. A legnagyobb fennmaradt ragadozó a vörös róka (Vulpes vulpes). A vadmacska (Felis silvestris) főleg amiatt van veszélyben, hogy könnyen kereszteződik a házi macskával (Felis silvestris catus).
- A farkas (Canis lupus) az 1980-as évek közepe óta állandó lakó.
- A hiúz (Lynx lynx) az 1990-es évek elején telepedett meg újra.
- A barna medve (Ursus arctos) 2008-ig alkalmi látogató maradt.